# اچ‌ام‌اس سیل (۱۸۹۷)
اچ‌ام‌اس سیل (۱۸۹۷) (به انگلیسی: HMS Seal (1897)) یک کشتی بود که طول آن ۲۱۰ فوت (۶۴ متر) بود. این کشتی در سال ۱۸۹۷ ساخته شد.